# Капсихорська бухта
Капсихорська бухта — слабо виражена бухта у східній частині Південного узбережжя Криму біля села Капсихор (Морське).